# 中国民主建国会贵州省委员会
中国民主建国会贵州省委员会，简称民建贵州省委、贵州民建，是中国民主建国会在贵州省的地方组织。